# Zenyatta Mondatta
Zenyatta Mondatta är det tredje studioalbumet av den brittiska gruppen The Police, utgivet den 3 oktober 1980. De Do Do Do, De Da Da Da och Don't Stand So Close to Me blev de stora hitarna från albumet, som nådde förstaplatsen på albumlistan i Storbritannien och femteplatsen i USA.
Albumet gav gruppen två Grammys, för låtarna Behind My Camel (Best Rock Instrumental Performance) och Don't Stand So Close to Me (Best Rock Performance by a Duo or Group with Vocal). Sting medverkade dock inte på Behind My Camel. Han vägrade spela in låten, ett instrumentell stycke skrivet av Andy Summers, varpå och Summers och Stewart Copeland spelade in den utan honom.
Galopphästen Zenyatta är namngiven efter albumet.

## Låtlista
| 1. | Don't Stand So Close to Me                                               | Sting            | 4:04 |
| 2. | Driven to Tears                                                          | Sting            | 3:20 |
| 3. | When the World Is Running Down, You Make the Best of What's Still Around | Sting            | 3:38 |
| 4. | Canary in a Coalmine                                                     | Sting            | 2:26 |
| 5. | Voices Inside My Head                                                    | Sting            | 3:53 |
| 6. | Bombs Away                                                               | Stewart Copeland | 3:09 |

| 7.           | De Do Do Do, De Da Da Da  | Sting        | 4:09  |
| 8.           | Behind My Camel           | Andy Summers | 2:54  |
| 9.           | Man in a Suitcase         | Sting        | 2:19  |
| 10.          | Shadows in the Rain       | Sting        | 5:02  |
| 11.          | The Other Way of Stopping | Copeland     | 3:22  |
| Total längd: | Total längd:              | Total längd: | 38:16 |

## Medverkande
| The Police - Sting – bas, sång, synt - Stewart Copeland – trummor, synt - Andy Summers – gitarr, bas på Behind My Camel | Produktion och omslag - Nigel Gray – producent, ljudtekniker - Janette Beckman – omslagsfoto, foto - Simon Ryan – design - Michael Ross – art director, design, foto - Watalu Asanuma, Adrian Boot, Miles Copeland, Anton Corbijn, Danny Quatrochi – foto |

## Listplaceringar och certifikat
| Land           | Organisation | Topplacering | Sålda ex.  | Certifikat   | Ref           |
| -------------- | ------------ | ------------ | ---------- | ------------ | ------------- |
| Australien     | ARIA         | 1            |            |              | [ 2 ]         |
| Frankrike      | SNEP         | 1            | 400 000+   | Platina      | [ 3 ] [ 4 ]   |
| Kanada         | CRIA         | 2            | 100 000+   | Platina      | [ 5 ]         |
| Nederländerna  | NVPI         | 2            |            |              | [ 6 ]         |
| Norge          | IFPI         | 13           |            |              | [ 6 ]         |
| Nya Zeeland    | RIANZ        | 3            |            |              | [ 6 ]         |
| Storbritannien | BPI          | 1            | 300 000+   | Platina      | [ 7 ] [ 8 ]   |
| Sverige        | IFPI         | 8            |            |              | [ 6 ]         |
| Tyskland       | IFPI         | 5            | 100 000+   | Guld         | [ 9 ]         |
| USA            | RIAA         | 5            | 2 000 000+ | Platina (x2) | [ 10 ] [ 11 ] |
| Österrike      | IFPI         | 14           |            |              | [ 6 ]         |